# Ludwigschorgast
Ludwigschorgast er en købstad (markt) i Landkreis Kulmbach, Regierungsbezirk Oberfranken i den tyske delstat Bayern. Den er en del af Verwaltungsgemeinschaft Untersteinach.

## Geografi
Ludwigschorgast ligger i Naturpark Frankenwald i Planungsregion Oberfranken-Ost.
Ud over Ludwigschorgast, ligger i kommunen landsbyerne :
- Drahtmühle
- Erlenmühle
- Lindenhof